# Vladimir Lenin
Vladimir Iljitj Lenin (russisk: Влади́мир Ильи́ч Ле́нин, tr. Vladímir Iljítj Lénin  Lyt ?; født Владимир Ильич Ульянов, Vladimir Iljitj Uljanov den 22. april 1870 i Simbirsk, død 21. januar 1924 i Gorki Leninskije) var den sovjetiske statsleder i perioden 6. november 1917 – 21. januar 1924 og en vigtig marxistisk revolutionær teoretiker, hvis bidrag til den marxistiske teori betegnes leninisme (heraf: marxisme-leninisme). Navnet Lenin er det revolutionære dæknavn, som Vladimir Uljanov er bedst kendt under. Han begyndte at bruge dette navn i 1901, hvor han yderligere kombinerede det med fornavnet Nikolaj. Senere under hans politiske storhedstid blev han nok mest kendt under sit officielle for- og fadersnavn: Vladimir Iljitj Lenin. Selve navnet Lenin er efter al sandsynlighed afledt af den sibiriske flod Lena.

## Lenins unge år
Han blev født i Simbirsk som søn af Ilja Nikolajevitj Uljanov og Marija Aleksandrovna Blank. Han døde af et slagtilfælde i en alder af 53 år i sit hjem i landsbyen Gorki lidt uden for Moskva. Han havde tidligere haft to slagtilfælde og været udsat for et attentatforsøg den 30. august 1918 af Fanni Kaplan.
Lenins ældre bror – Aleksandr Uljanov – blev i 1887 arresteret og hængt for at have medvirket i planer om at myrde zar Alexander 3. Henrettelsen af Aleksandr gjorde et uudsletteligt indtryk på Lenin. I efteråret 1887 blev Lenin bortvist fra universitetet i Kasan for deltagelse i et studentermøde. Han kastede sig med stor energi ind i studiet af Karl Marx og den revolutionære bevægelses historie.
Efter halvandet års intense selvstudier tog Lenin juridisk embedseksamen i Sankt Petersborg som sin årgangs bedste kandidat. I efteråret 1893 slog Lenin sig ned i Sankt Petersborg og blev medlem af en socialdemokratisk gruppe. Efter en rejse til Vesteuropa i 1895 var han med til at organisere Kampforbundet for arbejderklassens befrielse og begyndte at udgive en illegal avis. Lenin blev straks arresteret og efter et års fængsel forvist til Sibirien i fire år fra 1896-1900.
Under eksilet i Sibirien arbejdede Lenin med planerne om en illegal avis, der skulle tjene som redskab for opbygningen af en partiorganisation. Avisen, der kom til at hedde И́скра (tr. Iskra, dansk: ~ Gnisten), blev trykt i Leipzig i december 1900. Senere flyttedes trykningen til London, hvorfra aviserne blev smuglet til Rusland, hvor et netværk af hemmelige agenter stod for distributionen. Ved det russiske socialdemokratiske partis anden kongres i 1903 i fremtvang Lenin en sprængning af partiet mellem bolsjevikker ("flertalsmænd") og mensjevikker ("mindretalsmænd").
Den 9. januar 1905 – "den blodige søndag" – blev hundredvis af arbejdere dræbt under en fredelig demonstration foran Vinterpaladset i Sankt Petersborg. Massakren førte til strejker over hele Rusland, som først døde ud, sidst på året, da soldaterne i det store og hele var loyale over for zaren. Ved denne lejlighed blev begrebet sovjetterne opfundet, og disse arbejderråd blev dannet i mange større byer. Lenin selv opfattede denne revolution som et lærestykke:
| Citat                                                | "Arbejderklassen fik en storslået lektion i borgerkrig; proletariatets revolutionære opdragelse tog på én dag et så stort skridt fremad, som den ikke kunne have taget i måneder og år i sit grå, forkuede hverdagsliv. Det heroiske Petersborgproletariats parole: Døden eller friheden! ruller nu som et ekko ud over hele Rusland". | Citat |
| Vladimir Lenin (1905) Revolutionen i Rusland begyndt | |       |

## Lenin i eksil
Efter oprøret den 22. januar 1905 måtte Lenin drage i eksil, og han opholdt sig i forskellige lande i Europa, hvor han var en flittig skribent af revolutionære skrifter. Han styrede samtidig den illegale bolsjevikiske bevægelse.

### Lenin i København
Efter den mislykkede revolution i 1905 boede Lenin som en del andre prominente russiske revolutionære i adskillige byer i Central- og Vesteuropa og besøgte bl.a. ved to lejligheder Danmark. Første gang var et kort besøg i 1907, hvor det russiske socialdemokrati planlagde at afholde en eksilkongres i København, idet repressionen i Rusland var for voldsom til, at der kunne afholdes kongres dér. Det russiske styre lagde dog pres på den danske regering for at få det forpurret, og allerede inden kongressen kunne komme i gang, blev samtlige deltagende udvist af Danmark med tolv timers varsel. Andet besøg var af lidt længere varighed, idet Lenin besøgte København fra den 26. august til den 27. oktober 1910, hvor han boede i baghuset til Vesterbrogade 112a1. sal, hos familien Petersen, mens han deltog i den anden internationales 8. kongres, der fandt sted i Odd Fellow Palæet fra den 28. august til 3. september 1910. Kongressen samlede i alt omkring 900 delegerede fra mere end 20 lande. Blandt andre russiske revolutionære ved kongressen kan nævnes: Plekhanov, Zinovjev, Kamenev og Trotskij.
Under besøget i København benyttede Lenin lejligheden til at studere statistisk materiale på Det Kongelige Bibliotek. Det værelse, han lejede, var normalt beboet af Maren Jensen, som i sommerperioden opholdt sig på landet og dermed gjorde det muligt for Lenin at bo der. Lenin kunne derfor leje værelset på 2 x 4 meter for 10 kroner om måneden plus 5 kroner for morgenkaffe. Værelset havde en divan, et bord og to stole. Bordet, Lenin sad og arbejdede ved på Vesterbro, blev senere sendt til Moskva for at blive udstillet på Leninmuseet. Lejligheden havde han fundet via den russiske emigrant Mikhail Kobetskij, som senere udnævntes til sovjetisk ambassadør i København i årene 1924-33.

## Revolutionen bryder ud
Efter februarrevolutionen i 1917 vendte Lenin fra Zürich tilbage til Petrograd (tidligere Sankt Petersborg) og opfordrede til øjeblikkelig overtagelse af den politiske magt under sloganet "Al magt til sovjetterne". I august/september 1917 skrev han "Staten og revolutionen", der kan læses som en opskrift på, hvorledes revolutionen kunne gennemføres i Rusland.
| Citat                                        | "Disse ord: "at sønderbryde det bureaukratisk-militære maskineri", indeholder kort udtrykt marxismens hovedlære om proletariatets opgaver under revolutionen over for staten. | Citat |
| Vladimir Lenin (1917) Staten og revolutionen | |       |

Den siddende regering blev afsat den 25. oktober, da bolsjevikkerne med støtte fra tropper fra marinen gennemførte et kup. Ved valget til den grundlovgivende forsamling en måned senere opnåede bolsjevikkerne blot 175 af 707 pladser, men ved hjælp af sovjetternes kontrol med de vigtigste industrier kontrollerede de – med Lenin i spidsen – statsapparatet, og den grundlovgivende forsamling fik ingen indflydelse.

## Lenin efter 1917
Efter oktoberrevolutionen i 1917 var Lenin statsleder i spidsen for dannelsen af den sovjetiske stat i Rusland. Lenin introducerede en centralt styret, kommunistisk økonomi og nationaliserede fabrikker, miner og banker. Han trak Rusland ud af første verdenskrig og sluttede separatfred med Tyskland for at få de væbnede styrker hjem fra fronten. I de følgende måneder overgik bankerne til statseje, og en storstilet statslig overtagelse af produktionsmidler og jord blev indledt. Den konsekvente gennemførelse af bolsjevikkernes program førte til en blodig invasion fra en række lande og borgerkrig. Borgerkrigen førte til sejr for bolsjevikkerne, da den røde hær under ledelse af Trotskij nedkæmpede sine modstandere.
I 1920 brød en omfattende hungersnød ud i Rusland, og op mod 5 millioner mennesker mistede livet. Lenin løste dette ved at indføre "den ny økonomiske politik" (NEP), som midlertidigt og i begrænset omfang indførte kapitalistiske markedsmekanismer – særligt i landsbyerne, og som tillod privat produktion og handel. Flertallet af den russiske befolkning støttede Lenin og kommunismen.
Fra 1921 var Lenin generet af søvnløshed og anfald af hovedpine og kvalme. I marts 1922, ved den 11. kommunistiske partikongres, var han svækket. På denne kongres blev Stalin udnævnt til generalsekretær i centralkomitéen, utvivlsomt på Lenins opfordring. Kort tid efter blev Trotskij foreslået som viceformand i folkekommissærernes råd, hvilket ville betyde, at han med tiden ville overtage Lenins stilling. Trotskij afslog, men grundlaget for den senere magtkamp mellem ham og Stalin var dermed lagt. I maj 1922 fik Lenin et ildebefindende med taleproblemer og lammelser i højre side; det første af en række slagtilfælde, der førte til hans død 20 måneder senere. Lægerne anbefalede hvile, men i efteråret fik han lov til at genoptage arbejdet. Efter et nyt slagtilfælde i december 1922 blev han anbefalet absolut ro. Lenin blev derfor isoleret på sit landsted i Gorki, hvor han hverken modtog gæster eller politiske nyheder. Alligevel tiltog hans betænkeligheder ved Stalin som leder, og han beskrev i notater Stalin som hensynsløs og illoyal. Til den 12. partikongres skrev Lenin til centralkomiteen med krav om at få Stalin fjernet som generalsekretær. I marts 1923 ramtes Lenin af et nyt slagtilfælde, der gav ham betydelige taleproblemer og lammelser. Hans indflydelse på centralkomiteen svandt bort, mens Stalins blev styrket. I januar 1924 døde Lenin brat efter en række krampeanfald. Der gik rygter om, at Stalin havde fået ham forgiftet; men obduktionsrapporten tydede på, at Lenin virkelig døde af et nyt slagtilfælde.
I sine sidste optegnelser, som har fået navnet "Lenins testamente", foreslog han en drastisk forøgelse af antallet af centralkomitémedlemmer for at styrke partiets stabilitet. Det var her, han ville have Stalin fjernet og antydede sin støtte til Trotskij som ny partileder. Testamentet blev læst op på den efterfølgende partikongres, men blev først offentliggjort i 1956 efter Stalins død.

## Betydning og eftermæle
Lenin anses for hovedmanden bag den russiske revolution og grundlæggeren af den sovjetiske stat, som under den kolde krig var en af verdens to supermagter. Han efterlader sig en betydelig skriftlig produktion på omkring 15.000 normalsider, fortrinsvis revolutionære kampskrifter. Han var forbillede for Stalins opbygning af Sovjetunionen, men samtidig har venstreoppositionen brugt årtier på at argumentere for, at Stalin afsporede og korrumperede Lenins revolutionære projekt. Borgerlige debattører karakteriserer generelt Lenin som en skrupelløs og blodtørstig diktator, der ikke adskiller sig væsentligt fra sin efterfølger, Stalin.
I Danmark forsøgte fraktionen VS-Leninister at overbevise venstreoppositionen om, at Lenin var den sande efterfølger for Karl Marxs revolutionære projekt.
Efter den kolde krigs afslutning blev mange af de statuer af Lenin, der havde været symboler på kommunismen i Sovjetunionen og Østeuropa, destrueret.

## Familierelationer
Lenins far Ilja var embedsmand og blev adlet. Lenin havde fem søskende og var gift med Nadezjda Krupskaja, som døde den 27. februar 1939. Han havde også en elskerinde i Inessa Armand.
Nulevende efterkommere af Lenin: En niece.